# Abubakari II
Abubakari II fue un mansa del Imperio de Malí, el sucesor de su hermano, el mansa Mohammed ibn Gao, y el último del linaje de Kolonkan.

## Biografía
Su nombre de nacimiento era Bata Manding Bory, fue coronado Mansa con el nombre de Abubakari II en 1310. Continuó la línea de paz que caracterizó a Gao y a Mohammed ibn Gao, pero se interesó por el mar occidental. El rey entrevistó armadores de barcos de Egipto y de ciudades mediterráneas, y decidió construir naves en la costa de Senegal.

## Supuesto viaje a América
Según un relato registrado por Al-Umari, Mansa Musa, que durante el reinado de Abubakari II era el kankoro-sigui (visir), contaba que Malí envió dos expediciones al Atlántico: La preparación para el viaje incluyó carpinteros, forjadores, marinos, mercaderes, alfareros, joyeros, magos, adivinos, pensadores, y soldados de todas las ramas de la milicia mandinga. Cada barco tenía una reservas de comida para dos años: alimentos secos, granos, frutas preservadas en jarras de cerámica, y oro para hacer negocios. En 1310 salió un grupo de 400 naves bajo el mando de un único capitán, de las que sólo regresó una: el resto se hundió durante una tormenta.
Abubakari dejó a Musa como regente del imperio y salió en 1311, bajando por el río Senegal, con una segunda expedición al frente de 4000 canoas equipadas con remos y velas. Las naves se comunicaban con tambores, todas las comunicaciones se coordinaban con la nave capitana. Ni el emperador ni las naves volvieron nunca a Malí. Los historiadores y los científicos modernos son escépticos sobre el viaje, pero el relato de estos sucesos se conserva en expedientes escritos del norte de África y en las leyendas orales de los djelis de Malí.